# Ernesto Maria Cocca
Ernesto Maria Cocca (San Marco dei Cavoti, 17 ottobre 1879 – Córdoba, 28 settembre 1940) è stato un imprenditore, economista, chimico, agronomo e mecenate italiano.
Figlio del cavalier Nicola Cocca, sindaco di San Marco dei Cavoti, e di Pellegrina Bologna - convolati a nozze dopo la sua nascita il 15 dicembre 1881 - visse gli anni dell'infanzia a San Marco e poi fu, per volere della nonna paterna baronessa Maria Carmela Cocca Cauli di Policorvo, avviato alla vita ecclesiastica, compiendo gli studi dapprima presso il convento dei domenicani e quindi a Roma in seminario, ove rimase fin quando si trasferì per qualche tempo a Buenos Aires con i genitori.
Qui Ernesto studiò medicina seguendo le orme dello zio Alfonso Cocca, ma si appassionò anche al diritto e soprattutto alla politica grazie all'amicizia e alla frequentazione del padre con l'ex presidente argentino Carlos Pellegrini, tant'è che intraprese per breve tempo l'attività politica quando nel 1904 fece con i suoi ritorno a San Marco, ma solo per un breve periodo sia per un incidente occorsogli durante un comizio e sia perché In seguito preferì nuovamente e definitivamente emigrare in Argentina ove – sebbene la scioccante visione del cadavere di una bambina morta in un incidente lo avesse indotto ad abbandonare gli studi di medicina – aveva già svolto pratica con lo zio presso l'Ospedale Italiano di Buenos Aires, nonché nel consultorio dell'antico quartiere cittadino di Catedral al Sur.
Indirizzati esclusivamente i propri interessi alla chimica, Ernesto Cocca si affermò quindi ben presto come chimico e produttore farmaceutico, lavorando nell'attività familiare gestita dal cugino Antonio Cocca, farmacista che produceva farmaci con marchio Prodotti Cocca. In tale ambito Ernesto Maria Cocca sperimentò con successo l'impiego del nitrato cileno come fertilizzante e inventò un tonico per la perdita dei capelli, ottenendo altresì medaglie, premi e riconoscimenti per essersi occupato di legislazione farmaceutica e aver promosso la regolamentazione dei prezzi dei farmaci in un'impegnativa campagna a favore della salute pubblica, i cui risultati vennero riassunti nello scritto Accion del los farmaceuticos contra los nuevos impuestos. Como yuzga la ley y su regolamentacion el senor Ernesto Cocca.
Nei primi tempi successivi alla laurea promosse tra America e Argentina poliedriche iniziative in svariati settori - specialmente in quello economico - tanto da essere tuttora ricordato come uno dei personaggi maggiormente benemeriti di quelle terre.
Si devono infatti a lui, in Argentina, la legge di colonizzazione, gli studi sul suolo nazionale, sull'energia idraulica, sui fertilizzanti e sulla razionalizzazione delle culture, l'incentivazione del cooperativismo agrario, l'incoraggiamento del commercio estero nell'epoca in cui il mondo intero fu sconvolto dalla crisi finanziaria del 1929 e finanche la pionieristica realizzazione del primo film sulle ricchezze locali che, a sue spese, distribuì nelle scuole del paese.
Studioso di economia agraria, sin dal 1930 trattò l'argomento in ambito internazionale ne Las futuras cosechas y las cotizaciones del trigo (Le colture del futuro e la coltivazione del grano), mentre, allo scopo di opporre una ferma concorrenza alle imprese straniere, espresse la necessità di incentivare la flotta mercantile nazionale, suggerendo l'utilizzo della navigazione fluviale per il trasporto di merci e cereali a prezzi molto bassi, e il suo progetto, tanto ambizioso quanto valido, venne poi messo in opera dal Governo con la creazione della Marina Mercante Argentina.
Nell'ambito dei trasporti egli promosse fattivamente l'aeronautica e partecipò all'organizzazione del primo volo sull'emisfero australe, senza tuttavia trascurare di fare del bene nell'attività professionale: altrettanto notevole, infatti, fu l'opera filantropica da lui compiuta nel settore sanitario poiché - ispirato da fervida e salda religiosità - provvide personalmente alla formazione del personale medico dell'Ospedale Italiano di Cordoba, partecipò attivamente e tangibilmente alle opere della Fondazione dell'Ospedale Abel Ayerza nella cittadina di Marcos Jaurez, si fece carico del pagamento delle tasse universitarie degli studenti poveri e offrì infine un sussidio ai praticanti dell'Ospedale Rawson di Cordoba. Contribuì inoltre, con una cospicua donazione, alla costruzione della chiesa di San Francesco d'Assisi a Cordoba.
Il 26 ottobre 1912 Ernesto Cocca sposò Teresa Cavigliasso y Airasca, originaria di Santa Fe e appartenente a distinta famiglia che diede i natali a molti valorosi militari di Marina tra cui l'ammiraglio Ferlino de Airasca (sec. XIV) e il suo diretto discendente ammiraglio Bernardino, protagonista della storia militare di Malta nel Cinquecento. Nel 1326, il conte Bertolino Piossasco Di Rossi volle onorare quest'antica famiglia dando appunto il nome di Airasca al borgo e al castello edificati a poca distanza da Torino (oggi Comune di Airasca).
Dopo aver vissuto per alcuni anni a Montes de Oca, Ernesto Cocca si stabilì con la famiglia a Cordoba, sperando invano che il miglior clima potesse giovare alla salute cagionevole di una figlia, Clelia, poi morta bambina.
I coniugi Cocca Cavigliasso y Airasca vissero in una grande e ricca casa dotata anche di una biblioteca che Ernesto arricchì personalmente fino alla morte e che oggi, dichiarata assieme all'intera dimora monumento nazionale, è stata adibita dal figlio Aldo Armando a centro culturale polivalente denominato Casa della Cultura.
Ernesto Maria Cocca morì a Cordoba dopo breve malattia il 28 settembre 1940 ed ebbe solenni esequie nonché il privilegio della guardia d'onore per deliberazione del governo provinciale di Cordoba. Negli anni successivi numerose iniziative vennero promosse in Argentina per rendergli il dovuto omaggio. Tra esse si ricorda una lapide presso la Flotta Mercante Ultramar ove si legge: A ERNESTO COCCA CON VOCACION DE GRANDEZZA AYUDO' A CREAR COSCIENZA MARITTIMA EN LOS ARGENTINOS. HOMENA JE DEL INSTITUTOS DE INTERESES MARITIMOSDE LA UNIVERSIDAD NACIONAL DE CORDOBA EN EL CENTENARIO DE SU NACIMIENTO (A Ernesto Cocca che, con vocazione di grandezza, contribuì a creare negli Argentini una coscienza marittima – Tributo dell'Istituto degli Interessi Marittimi dell'Università Nazionale di Cordoba nel centenario della sua nascita).

## Famiglia
Dalle nozze di Ernesto Cocca e Teresa Cavigliasso y Airasca nacquero cinque figli: Ernesto Nicolas Tomas, Teresa Italia, Clelia, Oscar Eligio e Aldo Armando.
Di essi:
- Ernesto Nicolas Tomas Cocca, Studiò presso la facoltà di Scienze Mediche dell'università di Cordoba ma poi, a causa della morte del padre, abbandonò gli studi al terzo anno e iniziò a lavorare per la Municipalidad di Cordoba e nel Ministero dell'Agricoltura e della Zootecnia della nazione argentina.
Poeta e scrittore, pubblicò un libro di poesie Poemas y nocturnos e fu giornalista per il quotidiano «El Mercurio» del Cile.
- Oscar Eligio Cocca, nacque nel 1923 e, compiuti gli studi giuridici, percorse una brillante carriera in ambito politico e universitario.
Nella sua prestigiosa attività politica, iniziata come magistrato della Camera dei Ricorsi del Lavoro di Cordoba, Oscar E. Cocca fu infatti Fiscal de Stado (funzionario delegato a difendere gli interessi fiscali dello stato provinciale), sottosegretario e poi ministro degli Interni, della Giustizia e dell'Istruzione, mentre nel campo culturale e accademico si affermò quale primo pionieristico ricercatore argentino in Diritto Aeronautico presso l'Istituto Comunicazioni e Trasporti dell'Università Nazionale di Cordoba ove peraltro, alla facoltà di Scienze Economiche, ottenne nel 1948 la cattedra per concorso come professore aggiunto, appena venticinquenne.
Nello stesso ateneo continuò poi ad insegnare fino alla morte e fu inoltre direttore della «Revista de la Universidad Nacional de Cordoba» (1952-1955), Director General de Publicidad (1954) e infine direttore del Consejo Provincial de Difusión Cultural - Departamento de Literatura (1953).
Tra le numerose pubblicazioni di Oscar E. Cocca: Función social de la propiedad rural (1947), Algunas consideraciones sobre los arrendamientos rurales y sus consecuencias (1949), La propiedad de la tierra a la luz del derecho constitucional argentino (1952), De la dimensión social del hombre a la justicia reguladora del bien común en la praxis estatal (1954), Defensa Nacional: Defender: Qué, Cómo, Cuándo, Dónde, Por qué, Reconocimiento y garantía del derecho de propiedad en la constitución argentina: su fundamentación doctrinaria (1959), Estudio sobre la propiedad inmobiliaria en la República Dominicana, de Manuel Ramón Ruíz Tejeda, e Las magnitudes latifundistas y minifundistas de la propiedad agraria.
Suoi saggi e scritti vennero inoltre pubblicati in vari periodici tra cui la «Revista mexicana de sociología» e la «Revista de Economia Argentina». Morì a soli trentasei anni nel 1959 e a Cordoba gli venne poi intitolata la strada ove si trova la dimora familiare in cui visse, oggi sede della Casa della Cultura. Oscar Cocca aveva sposato la nota poetessa e scrittrice Etelvina Astrada Heinrich (1930-1999), figlia del celebre filosofo argentino Carlos Astrada (Cordoba 1894 - Buenos Aires 1970)
- Aldo Armando Cocca, ultimogenito dei coniugi Cocca Cavigliasso, era nato a Cordoba il 4 settembre 1924 e scomparso nel 2020. Laureato in giurisprudenza, intraprese la carriera diplomatica,  fu segretario di Cultura e Azione Sociale della Città di Buenos Aires e, dopo aver ammirato nei suoi viaggi i planetari esistenti in Europa, promosse la creazione della prima analoga struttura in America Latina ove c'erano solo osservatori.
Ambasciatore, giurista titolare di tre premi internazionali di diritto, scrittore, ricercatore, avvocato e insegnante, è autore di oltre 500 articoli e vari libri, esperto di Diritto Spaziale sin dal 1947 (anno in cui fondò e diresse l'Instituto Argentino de Derecho Aeronáutico y Radioeléctrico, primo nel mondo nel suo genere), relatore al V Congresso Internazionale di Astronáutica (Innsbruck, 1954) e al VII Congresso di Roma nel 1956 e autore del volume Teoría del derecho Interplanetario (1957).
Chiamato a collaborare come esperto con l'UNESCO, la UIT e l'Oficina Intergubernamental para la Informática, presentò alle Nazioni Unite le XII Tablas sobre Radiodifusión Directa Mediante Satélite nonché un progetto di accordo internazionale le cui direttive vennero recepite nel Res. 37/92 dall'assemblea generale, mentre la Commissione Internazionale di studio sui problemi della comunicazione dell'UNESCO editó il suo saggio El Derecho del Hombre a Comunicarse. Fundamentos Jurídicos e la Unión Internacional de Telecomunicaciones - in occasione del simposio giuridico TELECOM 87 – pubblicò La Condición Humana en las Comunicaciones.
Infine, presidente dal 1969 al 1971 del Tribunale Internazionale INTELSAT di Washington – prima corte giuridica del settore in ambito mondiale – fu il creatore del concetto giuridico dello spazio come Patrimonio Común de la Humanidad.
Tra le tante benemerenze di Aldo Armando Cocca si ricorda anche che, di sua iniziativa e assieme alla sorella Teresa, ha ampliato e restaurato la dimora familiare ubicata a Cordoba in Av. Vélez Sarsfield 3656 (strada oggi intitolata a suo fratello Oscar Ernesto Cocca), e nel 1966 vi ha istituito la Casa de la Cultura de Córdoba dotandola di Biblioteca, Museo, Galleria de Artes Plásticas, Sala de Comedias, Salón de Conciertos y Teatro Lírico, Archivos Discográfico, inaugurata nel 1966.

## Opere
- Accion del los farmaceuticos contra los nuevos impuestos. Como yuzga la ley y su regolamentacion el senor Ernesto Cocca.
- Las futuras cosechas y las cotizaciones del trigo